# Élysée Reybaud
Élysée Reybaud, né le 2 mars 1892 à Marseille où il est mort le 5 octobre 1983, est un ingénieur, écrivain, journaliste et inventeur français.

## Présentation
Élysée Reybaud est le fils de Jacques-Léon Reybaud, rédacteur en chef du Radical, journal marseillais.
Il est considéré comme une figure de la vie politique marseillaise de l’entre-deux-guerres. Proche de la pensée de Jacques Duboin, il est l’auteur de plusieurs ouvrages sur l’"économie distributive".
Après une carrière de conducteur de travaux dans différents chantiers régionaux comme Pennaroya ou le canal de Caronte, Élysée Reybaud inventa et mis au point dans son appartement du 37 rue Sénac-de-Meilhan à Marseille, la première calculette mécanique française, la "machine à calculer Rébo", aujourd’hui visible au musée du Vieux Marseille.
Il se lance ensuite dans l'étude de l'économie politique. En 1936, il publie Le communisme bourgeois puis Enquête sur les partis et groupements français.
L’économie qu’il vous faut, publié en 1946 aux éditions Ocia, demeure un ouvrage de référence en matière d'économie distributive. Chaque exemplaire est « dédié à messieurs les ministres des économies nationales en exercice ». La couverture comporte un texte encadré : « Tous les partisans d’un régime socialiste doivent lire ce livre… et tous les adversaires aussi ».
De 1946 à 1952, il est directeur du journal L'Antenne. Observateur et bâtisseur social, partisan bruyant et remarqué du Front populaire, il développe l’utopie d’un distributisme dirigiste en alimentant le pavé de nombreux articles sur la théorie moderne de “l’Abondance“. Il restait attaché à l’aspect constructif de la doctrine : égalité des sexes, éducation sexuelle, vie familiale large. Cet utopiste du XXe siècle fut aussi l’auteur de plusieurs pièces de théâtre, un exercice auquel sa fille le docteur Jeanne Reybaud s’essaya elle aussi avec talent.

## Publications
- 1918 : Rapport sur l'exploitation des mines d'anthracite et de graphite du Briançonnais (livret de 39 pages).
- 1936 : Le communisme bourgeois, une conception récente ! (1re édition, à compte d'auteur) .
- 1937 : Le communisme bourgeois, étude d'économie distributive de l'abondance (2e édition, de la collection “Droit au Travail dans l'Abondance“).
- 1938 : Enquête sur les partis et groupements français (édition à compte d'auteur).
- 1943 : Histoire de Fous ! Passons la monnaie, essai humoristique sur le passé et le présent de l'avenir monétaire (édition à compte d'auteur).
- 1946 : L’économie qu’il vous faut (Paris, éd. Ocia).
- 1973 : La porte peinte en vert, pièce de théâtre de 98 p. (édition à compte d'auteur).